# Samtgemeinde Bersenbrück
Bersenbrück er en samtgemeinde og en selvstændig kommune med knap 28.200 indbyggere (2013), beliggende i den
nordlige del af Landkreis Osnabrück, i den tyske delstat Niedersachsen. Samtgemeindens administration ligger i byen Bersenbrück.

## Geografi
Samtgemeinde Bersenbrück strækker sig fra de sydøstlige dele af landskabet Artland i det nordligste Bramgau og omfatter store dele af Ankumer Höhe. Mod øst støder den op til Oldenburger Münsterland.
Floden Hase løber gennem Samtgemeinden fra syd mod nord. I den sydlige del af området ligger Alfsee.

### Inddeling
Samtgemeinden omfatter kommunerne Alfhausen, Ankum, Eggermühlen, Gehrde, Kettenkamp og Rieste samt byen Bersenbrück.